# مقاطعة غرانت (نبراسكا)
مقاطعة غرانت (بالإنجليزية: Grant County)‏ هي إحدى مقاطعات ولاية نبراسكا في الولايات المتحدة الأمريكية.